# Lei de Gay-Lussac
Lei de Gay-Lussac refere-se a diferentes leis nomeadas em homenagem ao cientista francês Joseph Louis Gay-Lussac (1778-1850) e que tratam das propriedades dos gases. As leis de Gay-Lussac se aplicam tanto quimicamente, quanto fisicamente no comportamento dos gases.

## 1ª Lei: Proporções Volumétricas
O estudo da transformação isovolumétrica (abaixo), resultou na Lei Volumétrica de Gay-Lussac. É também conhecida pela lei da combinação de volumes ou lei das proporções volumétricas constantes, e é utilizada, em maior parte, no ramo da química. Tem relação com o estudo dos volumes dos gases que participam de uma reação química. Tem o seguinte enunciado:
"Gases nas mesmas condições de pressão e temperatura, seus volumes mantém-se em proporções fixas."
Os valores dos volumes em uma reação química são diferentes dos valores matemáticos.
Em relação a transformação volumétrica, a lei de Gay-Lussac diz, em resumo, além da proporção volumétrica dos gases, quando medidos na mesma temperatura e pressão, serem constantes, há também uma razão de números inteiros, em geral pequenos, existente entre os volumes dos gases reagente e os produtos da reação química.

## 2ª Lei: Transformação Isovolumétrica
É também conhecida por isocórica ou isomérica, e ocorre quando o volume de um dado gás permanece constante, mas com variações de temperatura que acarretam em variações de pressão. Também relaciona o volume de substâncias gasosas antes e depois da ocorrência de reações químicas. Tem o seguinte enunciado:
"Para uma certa massa fixa de gás, com seu volume constante, sua pressão é diretamente proporcional à sua temperatura."
Tem-se então a relação:
{\displaystyle {\frac {P}{T}}=k_{PT}\quad \therefore \quad P\propto T}
onde:
{\displaystyle P} é a pressão do gas.
{\displaystyle T}  é a temperatura termodinâmica.
{\displaystyle k_{PT}}  é uma constante.
Portanto para comparar a mesma substância em estados diferentes (estando de acordo com as condições acima) afirma-se que:
{\displaystyle {\frac {P_{1}}{T_{1}}}={\frac {P_{2}}{T_{2}}}\qquad \mathrm {ou} \qquad {P_{1}}{T_{2}}={P_{2}}{T_{1}}}
Em uma transformação isovolumétrica, o aumento da pressão do gás ocorre devido ao aumento das colisões entre moléculas, quando a temperatura aumenta. Esse efeito pode ser notado, por exemplo, nos pneus de borracha, pois quando a sua temperatura aumenta, a pressão no interior dos pneus também se eleva. Daí então a importância da calibragem regular dos pneus, a fim de regular os níveis de pressão.
Essa relação entre variáveis foi publicada em 1802, baseada no estudo desenvolvido cerca de 20 anos antes pelo também francês Jacques Charles, à quem foi atribuída a descoberta da relação entre temperatura e volume de um certo gás, com pressão constante, conhecida por '''Lei de Charles''. Devido a essa semelhança, é comumente encontrado na literatura a nomenclatura "Lei de Gay-Lussac e Charles".A semelhança entre leis também permitiu que Gay-Lussac e Lord Kelvin estabelecessem o valor de zero absoluto de temperatura, resultando assim na criação da escala Kelvin.

## 3ª Lei: Transformação Isobárica
É uma das leis das transformações gasosas, cujo enunciado diz:
"Em uma transformação isobárica, para uma certa massa gasosa, volume e temperatura são diretamente proporcionais."
Obtendo, assim, a seguinte relação:
{\displaystyle {\frac {V_{1}}{T_{1}}}={\frac {V_{2}}{T_{2}}}}
Para a compreensão da Lei de Gay-Lussac, considere um gás em um recipiente com uma tampa que seja móvel. Dessa forma, se aquece o gás, deixando a tampa livre. Com o aumento da temperatura, é possível notar a expansão do gás, resultando na elevação da tampa e, em consequência, o aumento do volume. Então, se a temperatura aumenta, o volume também deve aumentar. E vice-versa. Para que a pressão permaneça constante.

## Curiosidade
A junção das leis de Gay-Lussac, Charles e Boyle e a lei de Avogadro, formam a lei dos gases ideais.
{\displaystyle PV=nRT}